# Виванко, Мануэль Игнасио де
Мануэль Игнасио де Виванко Итурральде (исп. Manuel Ignacio de Vivanco Iturralde; 15 июня 1806, Лима, Перу, — 16 сентября 1873, Вальпараисо, Чили) — перуанский военный и политический деятель. Президент Перу в 1843—1844 годах.

## Биография
Родился в чилийском городе Вальпараисо у родителей перуанцев.
Участвовал в войне против Перу-боливийской конфедерации под предводительством маршала Августина Гамарры с целью отделения Перу от конфедерации. Во время второго правления Гамарры он был назначен префектом города Арекипа, но вскоре он поднял против него восстание с целью возглавить Перу. Мятеж был подавлен правительственными войсками, и Мануэль Игнасио де Виванко вынужден был бежать в Боливию, в Перу он смог вернуться после смерти Гамарры. В результате последовавшей борьбы за власть он поддержал президента Хуана Франсиско де Видаля, который позже присвоил ему звание генерала.
В 1843 году Мануэль Игнасио де Виванко поднял мятеж против де Видаля и возглавил Перу с титулом «Верховного Директора Республики». В результате последовавших военных действий он был побеждён и смещён со своего поста Доминго Ньето и Рамоном Кастилья.
Мануэль Игнасио де Виванко смирился со своим поражением и был вынужден надолго покинуть Перу, после некоторых скитаний и острой нужды он осел в Эквадоре в провинции Манаби. В 1849 году им было принято решение вернуться в Перу, руководствуясь защитой закона об амнистии от 1 сентября 1847 года. Виванко прибыл в Лиму, где тут же начал кампанию в прессе в свою поддержку. В 1850 году он выставил свою кандидатуру на выборах президента Перу, но не нашёл поддержки.
Он снова вернулся в Перу, чтобы предложить свои услуги президенту Эченике, когда генерал Кастилья возглавил Либеральную революцию 1854 года в Арекипе. Виванко вместе с генералом Мораном пытался захватить Арекипу, жители которого храбро защищались за возведенными баррикадами, но 1 декабря 1854 года был разбит и ранен. После поражения Эченике в бою при Ла-Пальме (5 января 1855 г.) Виванко снова эмигрировал в Чили.
В 1856 году был приглашён возглавить очередное восстание, на этот раз против правительства президента Рамона Кастильи, которое было подавлено в результате долгой гражданской войны. Виванко бежал в Чили. 
В 1863 году президентом Хуан Антонио Песетом был назначен послом Перу в Чили. 27 января 1865 года подписал Договор Виванко-Пареха, который стал одной из причин войны за острова Чинча. С апреля по сентябрь 1865 года он занимал пост премьер-министра. Затем вёл переговоры с Испанией о заключении мира после Первой тихоокеанской войны. После победы революции, которую возглавил полковник Мариано Игнасио Прадо (ноябрь 1865 г.) Виванко в очередной раз отправился в эмиграцию в Чили. 
По возвращении представлял департамент Арекипы и в Палате сенаторов (1868-1872). Королевская испанская академия назначила его членом-корреспондентом (1871). По поручению президента Хосе Бальты он руководил строительством Выставочного дворца и обустройством окружающего его парка.